# 濱大耀
濱 大耀（はま たいよう、1998年6月14日 - ）は、北海道出身のサッカー選手。BTOP北海道所属。ポジションはディフェンダー。

## 来歴

### 北海道コンサドーレ札幌
北海道コンサドーレ札幌のアカデミー出身。札幌U-18に所属時の2016年8月4日にはSBSカップ国際ユースサッカーにU-19日本代表メンバーとして選出された

。2016年12月7日、北海道コンサドーレ札幌U-18から北海道コンサドーレ札幌のトップチームに昇格する事が発表された。
2017年1月12日、北海道コンサドーレ札幌トップチームに加入するも、シーズン中に出場機会はなかった。2017年9月29日、左膝軟骨損傷を受傷し、札幌市内の病院にて手術を行った事が発表された
。
2018年4月4日、YBCルヴァンカップ第3節清水エスパルス戦(IAIスタジアム日本平)にて公式戦初出場。
2019年10月31日、トレーニング中に左ハムストリング肉離れを受傷
。

### カターレ富山
2021年1月4日、J3 カターレ富山へ期限付き移籍する事が発表された
。2021年5月23日、第101回天皇杯の1回戦、FC北陸戦(高岡スポーツコア サッカー・ラグビー場)にて途中出場し、富山における初出場を果たした。2021年11月14日、トレーニング中に左膝蓋腱断裂を受傷。全治約8ヶ月と診断された。
2022年1月2日、J3 カターレ富山へ期限付き移籍の延長が発表された
。2022年11月26日、期限付き移籍先のカターレ富山から契約期間満了の発表と同時に北海道コンサドーレ札幌から契約が満了される事が発表され 、3日後の2022年11月29日、カンセキスタジアムとちぎで行われたJリーグ合同トライアウトに出場した。

### BTOP北海道
2023年1月14日、社会人チームのBTOP北海道へ新加入すると同時に、コンサドーレサッカースクールのコーチ就任が発表される。2023年4月22日、2023年シーズンのチームキャプテンに就任される事が発表された。2023年5月5日、 第5回北海道サッカー選手権大会（兼第103回天皇杯北海道代表決定戦）北海道十勝スカイアース戦(札幌サッカーアミューズメントパーク SSAP)にて途中出場し、BTOP北海道における初出場とともに、1年11ヶ月13日（713日）振りの実戦復帰を果たした
。2023年5月13日、スポニチの取材において2021年11月14日に負傷した左膝蓋腱断裂などの怪我で4度手術した事が伝えられた。

## 所属クラブ
- クラブフィールズU-12 (札幌市立南月寒小学校)
- クラブフィールズU-15 (札幌市立羊丘中学校)
- 2014年 - 2016年 北海道コンサドーレ札幌U-18 (北海道札幌平岸高等学校)
- 2017年 - 2022年 北海道コンサドーレ札幌（早稲田大学人間科学部ｅスクール）
  - 2021年 - 2022年  カターレ富山（期限付き移籍）
- 2023年 -  BTOP北海道

## 個人成績
| 国内大会個人成績 | 国内大会個人成績 | 国内大会個人成績 | 国内大会個人成績 | 国内大会個人成績 | 国内大会個人成績 | 国内大会個人成績 | 国内大会個人成績 | 国内大会個人成績 | 国内大会個人成績 | 国内大会個人成績 | 国内大会個人成績 |
| 年度             | クラブ           | 背番号           | リーグ           | リーグ戦         | リーグ戦         | リーグ杯         | リーグ杯         | オープン杯       | オープン杯       | 期間通算         | 期間通算         |
| 年度             | クラブ           | 背番号           | リーグ           | 出場             | 得点             | 出場             | 得点             | 出場             | 得点             | 出場             | 得点             |
| 日本             | 日本             | 日本             | 日本             | リーグ戦         | リーグ戦         | リーグ杯         | リーグ杯         | 天皇杯           | 天皇杯           | 期間通算         | 期間通算         |
| ---------------- | ---------------- | ---------------- | ---------------- | ---------------- | ---------------- | ---------------- | ---------------- | ---------------- | ---------------- | ---------------- | ---------------- |
| 2017             | 札幌             | 37               | J1               | 0                | 0                | 0                | 0                | 0                | 0                | 0                | 0                |
| 2018             | 札幌             | 37               | J1               | 0                | 0                | 3                | 0                | 0                | 0                | 3                | 0                |
| 2019             | 札幌             | 15               | J1               | 0                | 0                | 4                | 0                | 1                | 0                | 5                | 0                |
| 2020             | 札幌             | 15               | J1               | 0                | 0                | 0                | 0                | -                | -                | 0                | 0                |
| 2021             | 富山             | 14               | J3               | 0                | 0                | -                | -                | 1                | 0                | 1                | 0                |
| 通算             | 日本             | 日本             | J1               | 0                | 0                | 7                | 0                | 1                | 0                | 8                | 0                |
| 通算             | 日本             | 日本             | J3               | 0                | 0                | -                | -                | 1                | 0                | 1                | 0                |
| 総通算           | 総通算           | 総通算           | 総通算           | 0                | 0                | 7                | 0                | 2                | 0                | 9                | 0                |

- 公式戦初出場 - 2018年4月4日 YBCルヴァンカップグループステージ第3節 vs清水エスパルス（IAIスタジアム日本平）

## 代表歴
- U-19日本代表
  - SBSカップ 国際ユースサッカー (2016年)[40]